# ASTE望遠鏡

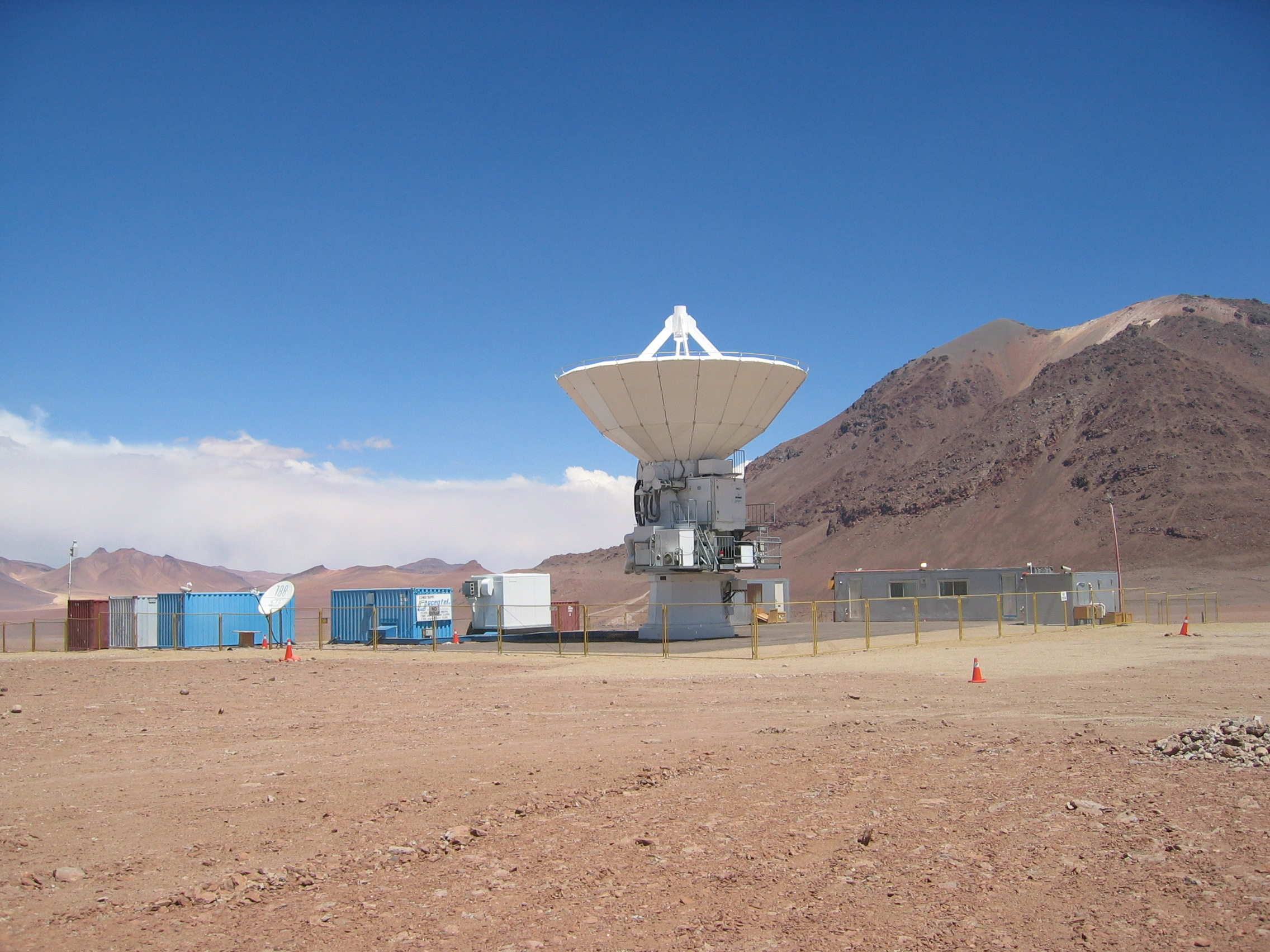
ASTE望遠鏡

ASTE望遠鏡（アステぼうえんきょう）は日本の国立天文台が南米の標高4800mの高地に設置し運用を行う電波望遠鏡である。
チリ北部アントファガスタ州のアタカマ砂漠に位置する。ASTEという名称はアタカマサブミリ波望遠鏡実験（アタカマサブミリはぼうえんきょうじっけん、英: Atacama Submillimeter Telescope Experiment）の略。最後に実験が付くのは、後述のようにテスト機としての役割を担っているためである。
ASTEは、技術領域における「実験」という意味と研究補助「実験」の意味を重ねたものである。そのため、鏡面精度は、20μmという高い精度や実験運用段階にあるボロメータ受信機などを搭載している。また、「実験」プラットホームという意味がある。

## 設置までの経緯
アタカマ大型ミリ波サブミリ波干渉計(ALMA)プレプログラムとして建設が行われた。
アメリカ国立電波天文台の超大型干渉電波望遠鏡群サイトに設置してテストを行った口径12mのALMAプロトタイプアンテナとは仕様が異なる。
本望遠鏡は国立天文台チリ観測所が設置及び運用管理を行っている。
本施設による観測の目的は、サブミリ波帯での電波観測である。
高所に位置するため、少人数での観測が可能なように出来る限り自動化されている。人工衛星を活用した専用線通信によって、国立天文台三鷹及び野辺山より観測が可能である。

## 業務解説

### 観測計画
ALMA観測計画との連携を重視している。電波望遠鏡は口径10メートルのものである。2002年に設置された。ALMAプロジェクトにおけるテスト機としての役割も果たしており、2004年から本格観測を開始。
南半球にある数少ないサブミリ波望遠鏡であり、ALMAの約10km北に位置する。
本観測施設は、サブミリ波領域の観測を行う施設であり、かつまた、ALMA計画プレプログラムとしての研究を行っている。ALMA計画との間では観測機器の信頼性測定及びメンテナンス性まで含んだ実験を実施。

### 一般公開
- 標高5000mに近い高地に位置しているため、一般公開の予定はない。
- 国立天文台野辺山地区特別公開や三鷹キャンパス特別公開などで、業務解説や成果資料の公開を実施。

## 技術仕様
基本仕様は、野辺山宇宙電波観測所に設置してある口径10メートルの電波望遠鏡と同じものである。ただし、観測波長はサブミリ波であるため、鏡面精度は野辺山に設置されている電波望遠鏡よりも優れたものとなっている。また受信機として、周波数350GHz帯のサブミリ波を観測できる分光観測用のCATS345が搭載され、科学運用に利用されている。また2007年から2008年にかけて、270GHz帯の連続波カメラAzTECが搭載され観測に用いられた。

### 仕様
- 口径10m反射式電波望遠鏡
- 鏡面材質：アルミパネル+プラスチックコート
- 鏡面構造：ホモロガス変形法 + 温度調整用保護カバー及び内部空調用ファン
- 鏡面精度：実測値 20μm/10m（補償装置駆動時）
- 鏡面精度測定装置：人口電波干渉測定装置（通常補正用）、レーザ干渉測定装置（製造時補正）
- 光学系：カセグレイン式
- 架台　：経緯台式
- 制御：全自動制御（インターネット通信によって遠隔運用も可能）
- 駆動系：ACサーボ+ハーモニックドライブ+フリクションドライブ。
- 架台駆動：0.05秒角（水平・垂直ともに）
- 追尾精度：0.1秒角（精度　0.05±0.05秒）
- 観測装置：SISヘテロダイン受信機CATS345、ボロメータカメラAzTEC
- 観測波長：270GHz帯 (AzTEC:連続波観測), 350GHz帯 (CATS345:分光観測）
- 観測補助装置：1024chデジタル分光計（稼動中）、2048chデジタル分光計（開発中）

## 研究成果
- 2007年6月22日 - 銀河系中心領域における高励起ガスの分布を明らかにした。
- 2008年5月10日 - スターバースト銀河NGC986に高密度ガスの巨大バー構造を特定。
- 2011年 - 超モンスター銀河「オロチ」を発見。

### 関連施設
- なんてん（アステ望遠鏡の隣に設置された望遠鏡）
- アタカマ大型ミリ波サブミリ波干渉計

### 主管運用組織
- 国立天文台

### 共同研究機関

#### 国内
- 茨城大学
- 東京大学
- 名古屋大学
- 大阪府立大学
- 神戸大学
- 慶應義塾大学

#### 国外
- チリ大学
- マサチューセッツ大学

### 学術研究分野
- 天文学 - 電波天文学
- 観測機器開発
- 観測機器信頼性試験